# Jiří Dvořáček
Jiří Dvořáček (Vamberk (regió de Hradec Králové), 8 de juny, 1928 - Praga, República Txeca, 22 de març, 2000), va ser un compositor, organista i professor universitari txec.

## Biografia
Jiří Dvořáček va néixer en una família de músics a la petita ciutat de Vamberk (Wamberg en alemany) a l'est de Pardubice i Hradec Králové. De 1943 a 1947 va estudiar orgue al Conservatori de Praga amb Jan Bedřich Krajs i Jiří Reinberger i composició amb Emil Hlobil i Zdeňko Hůla. De 1947 a 1949 va treballar com a professor de música a Vrchlabí i Slaný i organista al crematori de Praga-Strašnice abans de començar els estudis de composició amb Jaroslav Řídký a l'Acadèmia d'Arts Escèniques de Praga (AMU) el 1949, que va continuar amb Václav Dobiáš. de 1951 i 1953 va concloure amb la seva Simfonia núm. Com a resultat, va treballar a l'AMU durant 38 anys. El 1960 va ser professor ajudant, el 1968 professor associat, del 1973 al 1976 va ser degà de la facultat de música, i del 1979 al 1989 va dirigir el departament de composició com a professor. Els estudiants de Dvořáček van incloure, entre d'altres: Eduard Douša, Jan Grossman, Petr Hannig, Pavel Hrabánek, Zbyněk Matějů, Michal Novenko, Štěpán Rak, Vojtěch Saudek, Jan Vičar i Evžen Zámečník.
Dvořáček va ser membre actiu des de 1952 i president de 1987 a 1989 de l'Associació de Compositors i Artistes de Concert Txecs, membre del Fons de Música Txeca i de la Unió de Protecció dels Drets d'Autor. Entre els premis rebuts hi havia el títol d'"Artista merescut" (Zasloužilý umělec) l'any 1983. L'esposa de Dvořáček, Jarmila, era pintora acadèmica i artista gràfica, i el seu fill Jan (* 1958) es va convertir en fotògraf d'art. El llegat artístic de Jiří Dvořáček es troba al Museu de la Música del Museu Nacional Txec.